# Kraftwerk Stadtmühle Munderkingen
Das Kraftwerk Stadtmühle Munderkingen ist ein Laufwasserkraftwerk an der Donau.
Das Kraftwerk liegt in Munderkingen im Alb-Donau-Kreis. Eigentümerin ist die EnBW Energie Baden-Württemberg. Der Werkskanal dieses Ausleitungskraftwerks beginnt an dem Wehr bei der oberhalb gelegenen Dommühle. Vor dem Kraftwerk befand sich früher noch ein Streichwehr zur Ableitung des Restwassers; dieses wurde jedoch beim Bau der Fischtreppe am Hauptwehr zurückgebaut.

## Geschichte
Die Geschichte des Kraftwerks beginnt im Jahr 1877, als in die Stadtmühle in Munderkingen zwei Turbinen mit einer Gesamtleistung von 172 PS eingebaut wurden. Im Jahr 1890 wurde die Stadtmühle Munderkingen AG gegründet, um den Betrieb der in Konkurs gegangenen Stadtmühle fortzuführen. Nach einer Erhöhung des Wehrs leisteten die Turbinen ab 1904 dann 205 PS.
Unter Beteiligung der Robert Bosch GmbH wurden 1911 die Elektrizitätswerke Munderkingen gegründet und zu einem Überlandwerk mit E-Werken in Burgrieden, Ersingen, Munderkingen, Riedlingen, Rißtissen, Schemmerberg und Stetten ausgebaut. Die Elektrizitätswerke Munderkingen und mit ihr das Kraftwerk Stadtmühle Munderkingen wurden 1914 vom Zweckverband Oberschwäbische Elektrizitätswerke (OEW) übernommen.
Über die Energie-Versorgung Schwaben (EVS), an die die Erzeugungskapazitäten und Netze im Jahr 1939 übergeben werden mussten, kam das Kraftwerk schließlich zur EnBW. Die Wasserrechte liegen vollständig bei der EnBW, da auch die ursprünglichen Wasserrechte des E-Werks von Karl Mohn (jetzt Standort der Dommühle) bei der Übernahme durch die OEW im Jahr 1918 auf das Munderkinger Werk übergingen.

## Ökologie
Bei dem Wehr an der Dommühle wurde 2009 eine aus 20 Becken bestehende Fischtreppe errichtet.